# Egretta
Egretta este un gen de stârci de mărime medie, care se înmulțesc mai ales în climatele calde.

## Taxonomie
Genul Egretta a fost introdus în 1817 de naturalistul german Johann Reinhold Forster, specia tip fiind egreta mică. Numele genului provine din franceza provensală pentru egreta mică, aigrette, un diminutiv de la aigron, „stârc”.
Ca și în cazul altor grupări de stârci, taxonomia acestor păsări a fost o sursă de dispută. Unele dintre aceste specii au fost plasate alături de stârcii mari în Ardea, și, invers, speciile albe mari, cum ar fi egreta mare, sunt uneori alocate genului Egretta. Faptul că unii membri ai genului au nume comune de „stârc”, iar alții de „egretă”, provoacă și mai multă confuzie în diferențierea dintre acest gen și Ardea.

## Distribuție și habitat
Majoritatea speciilor sunt răspândite în zonele calde din America, Africa, Asia și Australia. O specie, Egretta garzetta, este comună în bazinul mediteranean. Acestea sunt păsări acvatice care locuiesc în zonele umede.

## Caracteristici
Cuibăresc în colonii, adesea împreună cu alți stârci; cuibul constă de obicei dintr-o platformă de crenguțe împletite, plasată în copaci sau tufișuri. Sunt păsări de mărime medie, care au gâtul lung și picioarele lungi. Penajul diferitelor specii variază de la alb la maro și negru. Se hrănesc cu insecte, pești și amfibieni.

## Specii
Genul conține 13 specii:
| Imagine | Denumire științifică    | Nume comun             | Distribuție                                                                      |
| ------- | ----------------------- | ---------------------- | -------------------------------------------------------------------------------- |
|         | Egretta picata          |                        | Australia și Noua Guinee                                                         |
|         | Egretta novaehollandiae | Egretă cu față albă    | Australasia, Noua Guinee, Indonezia, Noua Zeelandă                               |
|         | Egretta rufescens       | Egretă roșcată         | America Centrală, Bahamas, Caraibe, Coasta Golfului din Statele Unite și Mexic   |
|         | Egretta ardesiaca       | Egretă neagră          | Africa Subsahariană, de la Senegal și Sudan la Africa de Sud, Madagascar         |
|         | Egretta vinaceigula     | Egretă cu gât roșu     | Africa central-sudică                                                            |
|         | Egretta tricolor        | Egretă tricoloră       | Golful Mexic și Caraibe, până în nordul Americii de Sud, la sud de Brazilia.     |
|         | Egretta caerulea        | Egretă mică albăstruie | Statele Unite, prin America Centrală și Caraibe spre sud până în Peru și Uruguay |
|         | Egretta thula           | Egretă de zăpadă       | America de Nord, Centrală și de Sud                                              |
|         | Egretta garzetta        | Egretă mică            | Europa, Africa, Asia și Australia.                                               |
|         | Egretta gularis         | Egretă de recif        | sudul Europei, Africa și părți ale Asiei                                         |
|         | Egretta dimorpha        |                        | Comore, Kenya, Madagascar, Mayotte, Seychelles și Tanzania.                      |
|         | Egretta sacra           |                        | Asia de Sud și Oceania.                                                          |
|         | Egretta eulophotes      |                        | Asia de Est                                                                      |

O specie fosilă, Egretta subfluvia, este cunoscută din Miocenul târziu sau Pliocenul timpuriu din Florida.